# Burkhard Spinnen

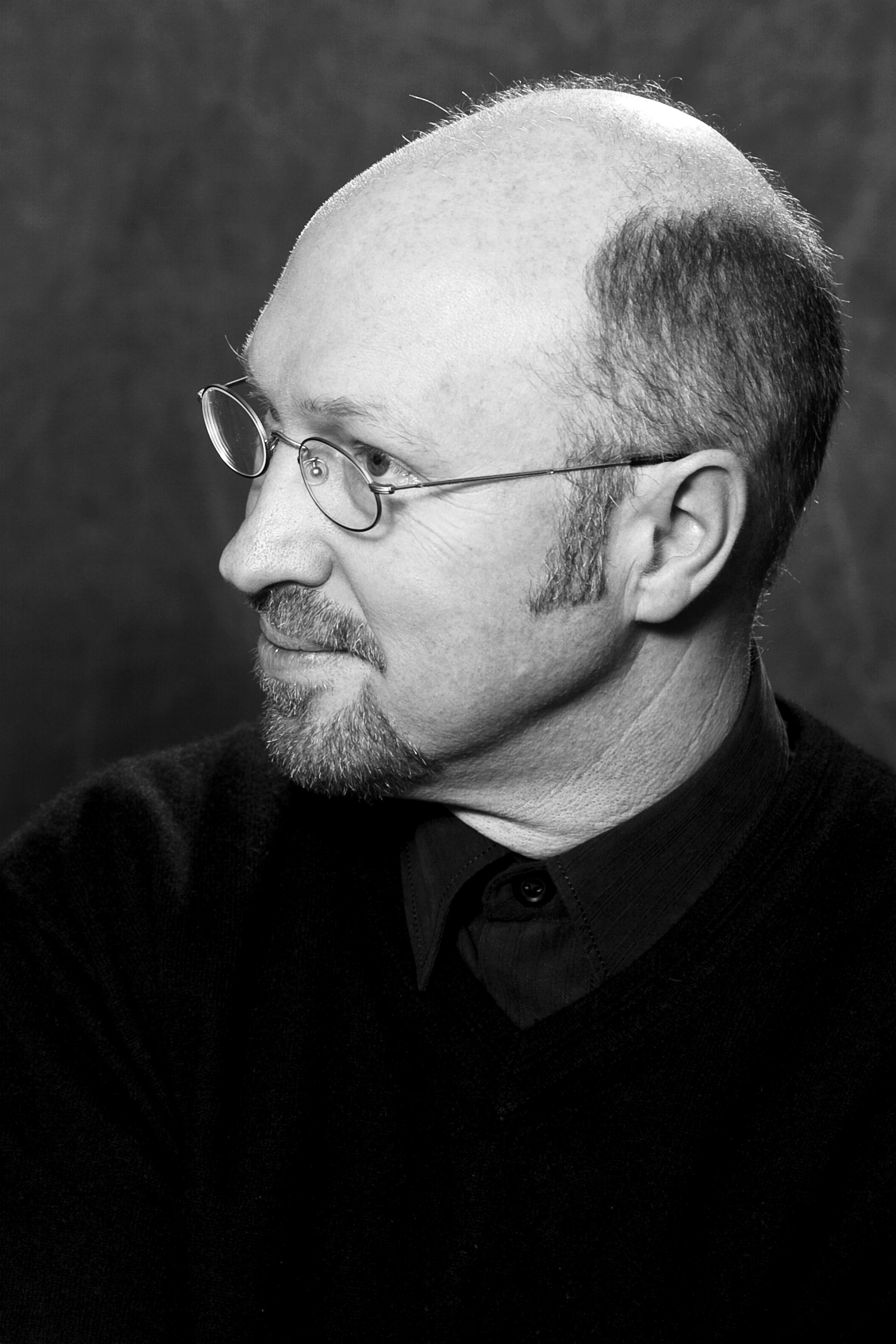
Burkhard Spinnen (2010)

Burkhard Spinnen (* 28. Dezember 1956 in Mönchengladbach) ist ein deutscher Schriftsteller.

## Leben
Burkhard Spinnen wuchs als einziges Kind von Willy und Cornelia Spinnen in Mönchengladbach auf. Nach Abitur und Wehrdienst, den er ableisten musste, nachdem er durch die Gewissensprüfung gefallen war, studierte er ab 1976 Germanistik, Publizistik und Soziologie an der Westfälischen Wilhelms-Universität in Münster. 1984 legte er dort die Magisterprüfung ab.
1989 wurde Spinnen an der Philosophischen Fakultät promoviert. Anschließend arbeitete er dort bis 1995 als wissenschaftlicher Assistent. Seitdem lebt er als freier Schriftsteller in Münster. Er ist verheiratet und hat zwei Söhne.
Burkhard Spinnen ist Mitglied im PEN-Zentrum Deutschland. Von 1997 bis 2000 hatte er eine Gastprofessur am Deutschen Literaturinstitut Leipzig inne. Von 2000 bis 2006 saß er in der Jury des Ingeborg-Bachmann-Preises bei den Tagen der deutschsprachigen Literatur in Klagenfurt, von 2008 bis 2014 hatte er den Juryvorsitz inne. Seit 2008 leitet er an der Bundesakademie für Kulturelle Bildung Wolfenbüttel regelmäßig Literaturwerkstätten.
Neben seinen literarischen und essayistischen Texten schreibt Burkhard Spinnen Rezensionen und Glossen für Zeitungen und für den Rundfunk.
Seit 2011 gehört Burkhard Spinnen der Klasse der Künste der Nordrhein-Westfälischen Akademie der Wissenschaften und der Künste an.

## Auszeichnungen und Ehrungen
- 1991 Aspekte-Literaturpreis für Dicker Mann im Meer
- 1992 Stipendium der Kärntner Industrie beim Ingeborg-Bachmann-Preis
- 1996 Märkisches Stipendium für Literatur
- 1996 Kranichsteiner Literaturpreis
- 1999 Literaturpreis der Konrad-Adenauer-Stiftung
- 2001 Oldenburger Kinder- und Jugendbuchpreis für Belgische Riesen
- 2002 Mindener Stadtschreiber-Stipendium
- 2002 Caroline-Schlegel-Preis für seinen Essay Skandal
- 2003 Herbert-Quandt-Medien-Preis
- 2003 Wirtschaftsbuchpreis der Financial Times Deutschland
- 2004 Niederrheinischer Literaturpreis
- 2007 Deutscher Hörbuchpreis
- 2008 Rheinischer Literaturpreis Siegburg

## Werke
- Die Münstermacher. Eine satirische Szene, Münster 1986
- Eine Reise durch das Buch. Ein Stück für das Schultheater, Münster 1988
- Zeitalter der Aufklebung. Versuch zur Schriftkultur der Gegenwart, Münster u. a. 1990. ISBN 3-89325-028-X
- Dicker Mann im Meer, Geschichten, Frankfurt am Main 1991
- Schriftbilder. Studien zu einer Geschichte emblematischer Kurzprosa (Dissertation), Münster 1991
- Kalte Ente, Geschichten, Frankfurt am Main 1994
- Langer Samstag, Roman, Frankfurt am Main 1995
- Trost und Reserve, Frankfurt am Main 1996
- Modelleisenbahn, München 1998
- Belgische Riesen, Roman, Frankfurt am Main 2000
- Bewegliche Feiertage. Essays und Reden, Frankfurt am Main 2000
- Der schwarze Grat. Die Geschichte des Unternehmers Walter Lindenmaier aus Laupheim, Biografie, Frankfurt am Main 2003
- Lego-Steine. Kindheit um 1968, Frankfurt am Main 2004
- Der Reservetorwart, Geschichten, Frankfurt am Main 2004
- Klarsichthüllen. Ein Dialog über Sprache in der modernen Wirtschaft, München 2005
- Kram und Würde, Glossen und Feuilletons, Frankfurt am Main 2006
- Mehrkampf, Roman, Frankfurt am Main 2007
- Gut aufgestellt. Kleiner Phrasenführer durch die Wirtschaftssprache, Herder Freiburg 2008. ISBN 978-3-451-05961-2
- Müller hoch Drei, Roman, Frankfurt am Main 2009
- Auswärtslesen. Mit Literatur in die Schule, St. Pölten – Salzburg 2010
- Nevena, Frankfurt am Main, 2012. ISBN 978-3-89561-044-8
- Am Ende des Tages, Glossen, Freiburg 2014
- Zacharias Katz, Roman, Frankfurt am Main 2014
- Die letzte Fassade. Wie meine Mutter dement wurde, Herder Freiburg 2016
- Hauptgewinn. Die Erzählungen, Schöffling & Co., Frankfurt am Main 2016. ISBN 978-3-89561-047-9
- Das Buch. Eine Hommage, Schöffling & Co., Frankfurt am Main 2016. ISBN 978-3-89561-046-2
- Neue Heimatkunde. Zwölf Aufsätze über Architektur, Leben und Wohnen, Berlin 2018, ISBN 978-3-86922-663-7
- Rückwind, Roman, Schöffling & Co., Frankfurt am Main 2019. ISBN 978-3-89561-049-3
- Und jetzt Corona! Wortmeldungen und Monologe aus der frühen Pandemiezeit, Aisthesis Verlag, Bielefeld 2023, ISBN 978-3-8498-1867-8.
- Vorkriegsleben, Roman, Schöffling & Co., Frankfurt am Main 2024. ISBN 978-3-89561-514-6

### Herausgeberschaft
- Peter Altenberg: Sommerabend in Gmunden, Frankfurt am Main 1997
- Peter Altenberg: Wiener Geschichten, Frankfurt am Main 1995
- Peter Altenberg: Wiener Nachtleben, Frankfurt am Main 2001
- Peter Altenberg: Wie ich es sehe, Neuausgabe München 2007
- Arthur Schnitzler: Corso am Ring, Frankfurt am Main 2002
- Arthur Schnitzler: Erzählungen, Zürich 1994